# 宗教についての日本共産党の見解と態度
宗教についての日本共産党の見解と態度（しゅうきょうについてのにほんきょうさんとうのけんかいとたいど）は、日本共産党が1975年12月23日の第12回党大会第7回中央委員会総会で採択した決議。日本共産党が信教の自由を擁護することをうたっている。

## 内容
日本共産党は、以下の内容を主張している。
- 伝道・布教をふくむ信教の自由を無条件で擁護する。
- 信教の自由の全面的保障には、政教分離という民主主義的原則の貫徹が不可欠である。政教分離には二つの側面がある。第一は国家に関わる問題であり、国家は、どんな宗教にも特典を与えたり、逆に差別的に扱ったりしてはならず、信仰の問題への国家のいかなる介入も許されない。第二は宗教側に関わる問題であり、信仰者と宗教団体が広い意味での政治参加の権利をもつことは当然であるが、宗教団体が特定政党とその議員候補の支持を機関決定することは、信者の民主主義的自由を奪うだけでなく、その政党の誤った態度まで宗教団体が支持するという二重に有害な結果をもたらすとしている。
- 信教の自由を擁護し、国家の宗教問題への介入に反対するとの立場は、将来のいかなる社会においてもつらぬかれる日本共産党の不動、不変の原則的態度である。

## 日本共産党の公式見解
日本共産党は宗教を否定しているか？
「しんぶん赤旗」2010年6月8日(火)の記事より：
（要約）日本共産党が理想としている科学的社会主義は、世界観としての宗教的なそれとは異なるが、宗教の存在を否定して宗教の廃止を主張するものではない。その綱領において「信教の自由を擁護し、政教分離の原則の徹底をはかる」と明記し、将来においても「さまざまな思想・信条の自由、反対政党を含む政治活動の自由は厳格に保障される」と規定している。今日の『共産党は宗教を否定している』という俗説は、科学的社会主義についての誤解に基づいたものであると同時に、その誤解が広まった原因に、旧ソ連などで実際に宗教弾圧がおこなわれたという歴史的事実がある。と解説している。

## 補足事項
宗教団体が特定政党とその議員候補の支持を機関決定することは、宗教的権威をもって信者に特定政党とその候補者への支持を押し付けることになり、信者の政治活動と政党支持の自由を奪うことを意味する、として反対・批判している。とりわけ、創価学会の場合は、反民主主義的体質、創価学会と公明党の関係は「政教一体」であると批判している。霊感商法やマインドコントロールや不法な勧誘活動など、反社会的傾向のあるカルト教団、または社会的常識を著しく逸脱するような布教活動に対しては、それぞれ個別（宗教組織ごと）に見解を公表している。

### 言及があった団体
- オウム真理教（現：Aleph）[3]
- エホバの証人[4]
- パナウェーブ研究所[5]
- 幸福会ヤマギシ会[6]
- 世界基督教統一神霊協会（現：世界平和統一家庭連合）[7]
- 摂理[8]
- 冨士大石寺顕正会[9]